# サバイバー: 宿命の大統領
『サバイバー: 宿命の大統領』（サバイバー: しゅくめいのだいとうりょう、原題：Designated Survivor）は、2016年から2019年にアメリカ・ABCで放送されたテレビドラマシリーズ。
アメリカ合衆国では2016年9月21日からシーズン1が、2017年9月27日からシーズン2が放送された。2018年5月、ABCは打ち切りを発表した。しかしながら、同年9月にNetflixが10話構成のシーズン3を2019年に配信すると発表し、6月7日に配信した。2019年7月24日、シーズン3での打ち切りが発表された。
日本では配信をNetflixが独占し、シーズン1のDVDは角川映画が『サバイバー』として販売し、シーズン1、2、3の放送はスーパー!ドラマTVが行っている。

## 概要
題名は、アメリカで実際に一般教書演説の際に行われている、大統領継承権保持者のうち一人をアメリカ合衆国議会議事堂から離れた場所に待機させる「Designated Survivor（指定生存者）」制度に由来する。
「指定生存者」とは、一般教書演説などの大統領による議会両院合同会議演説や大統領就任式など、大統領・副大統領・閣僚などが一堂に集まる場合において、核攻撃・事故・テロなどでトップリーダーの多くが死亡あるいは職務執行不能になった場合に備えて、大統領や議会の職権を継承できる人物を「会場から離れた非公開の安全な場所」に待機させておく危機対策である。
「指定生存者」として生き残った住宅都市開発長官を務める主人公が、継承権の順位により世界最高の権力を持つアメリカ合衆国大統領として任命されたことから、未曾有の混乱と政治的反発、そして政府内の陰謀とテロに立ち向かうストーリーを描く。
主演は、大ヒット作『24 -TWENTY FOUR-』において大統領を守る立場を演じてきたキーファー・サザーランドが、本作では逆に大統領を演じている。サザーランドは『24:リブ・アナザー・デイ』以来久々のテレビドラマ出演で、本作ではプロデューサーの一人としても名を連ねている。
2019年には韓国でリメイクされ、全16話の連続ドラマ『サバイバー: 60日間の大統領』が放映された。

## あらすじ

### シーズン1
プロローグ
アメリカで住宅都市開発長官を務める主人公のトム・カークマンは、現職のリッチモンド大統領との折り合いが悪く、とある政策を巡る意見の衝突から解任されることになる。さらに、重要な政策に関与させないために『指定生存者』に指名され、一般教書演説への出席を禁じられてしまう。
ところが、その一般教書演説の最中にアメリカ合衆国議会議事堂がテロリストにより爆破され、1000人以上が死亡。大統領・副大統領以下、閣僚がほぼ全員死亡してしまう。それにより、もう一人の指定生存者であった女性議員のキンブルと同じく爆破を免れたことから、継承順位によってカークマンが大統領職を継承することになる。
序盤
突如として「世界一の権力者」となったことに戸惑うカークマンだったが、経済・治安・外交問題の悪化が予想されるアメリカ史上最悪の混乱の中で、大統領として事態に対処することを迫られる。テロリストへの不安から、大統領命令にも従おうとしない州知事が出てくるなど、経験のないカークマンは不安視される。
だが、元大統領の首席補佐官代理をしていたアーロン・ショアを「首席補佐官」に任命し、長年にわたって仕事をしてきたエミリー・ローズを「特別顧問」に、さらにはスピーチライターだったセス・ライトを「ホワイトハウス報道官」に指名するなど、慣例に囚われない行動力を発揮していく。
そんな中、「前大統領がカークマンを閣僚から解任させようとしていた」ことが公になったことから、一部の州知事や議員、マスコミなどから「大統領として不適格である」と糾弾されるようになる。しかし、カークマンの誠実な言動によって、次第に協力者や支持者を増やしていく。
その頃、この爆破テロ事件で愛人だった上院議員を亡くしたFBIの女性捜査官・ハンナ・ウェルズは、現場の状況から「犯人はジハード狂信者ではない」と確信したことから、相棒のIT担当者チャック・ルッシンクと共に、テロの真犯人を突き止めようと捜査を開始する。
その動きを察知したテロリストは、テロ事件の捜査を妨害しようと画策。テロリストに誘拐された息子を取り戻そうとするFBI副長官のジェイソン・アトウッドは、テロリストに脅迫されて命じるままに「過激派のマジード・ナサールの毒殺」を自らの犯行だと自供したことから、冤罪によって逮捕されてしまう。
中盤
テロリストの証拠をつかんだハンナは、ホワイトハウスに向かう途中にテロリスト一味の襲撃に遭い証拠を奪われ、ハンナは負傷を追いながらも逃走する。襲撃してきたテロリストに反撃して射殺したハンナは、殺人犯として追われることになる。一方、ホワイトハウス内にもスパイがいることが判明する。
副大統領授与式でハンナは狙撃を防ごうと狙撃犯に発砲し、狙いが逸れたもののカークマンは撃たれる。しかし、銃弾摘出手術後すぐに国民に顔を見せ、大統領としての不屈さをアピールしたカークマンは熱狂をもって国民から迎えられる。
捜査の結果、爆破事件の唯一の生き残りであり副大統領にも指名したピーター・マクリーシュが、実はテロ事件に関与しておりカークマン暗殺を指示していたことが判明。マクリーシュをFBIが拘束しようとした際に、マクリーシュの妻によって夫妻は拳銃で自決するなど、緊迫した状況が続く。
その後、リッチモンド政権時の首席補佐官 チャールズ・ラングドンが生存していることが判明し、議事堂爆破事件前にテロリストの女に脅迫されて議事堂に関する極秘資料を渡し、「カークマンを指定生存者にする」よう強要され、命を狙われて逃亡していたという。
終盤
その後、カークマンは「銃規制法案」を掲げて誠実かつ積極的な政策を打ち出していき、大統領としての職務を務めていく。息子を殺害されたアトウッドは冤罪を晴らし、釈放後ハンナの相棒として事件捜査をしていく。

### シーズン2
カークマンが大統領に就任してから約1年後。カークマンは最高指揮官として国会議事堂の再建を決め、アメリカへの未曾有の攻撃の背後にいるテロリストを捕まえようとしていた。そのカークマン陣営に、切れ者のリオ・ブーンが政務官として参加するが、かなりの変わり者な彼はスタッフ達の神経をかき乱していく。
テロリスト捜査を続けるハンナは、議事堂爆破テロの黒幕と見られる民間軍事会社の元CEO パトリック・ロイドを追う。
一方、カークマンの妻・アレックスの母親が、30年前に「夫の心臓移植」をするため不正を行っていたことが判明する。そのスキャンダルが解決した矢先、自動車での移動時に、暴走するトラックに突っ込まれてアレックスは死亡してしまう。

## 登場人物・キャスト

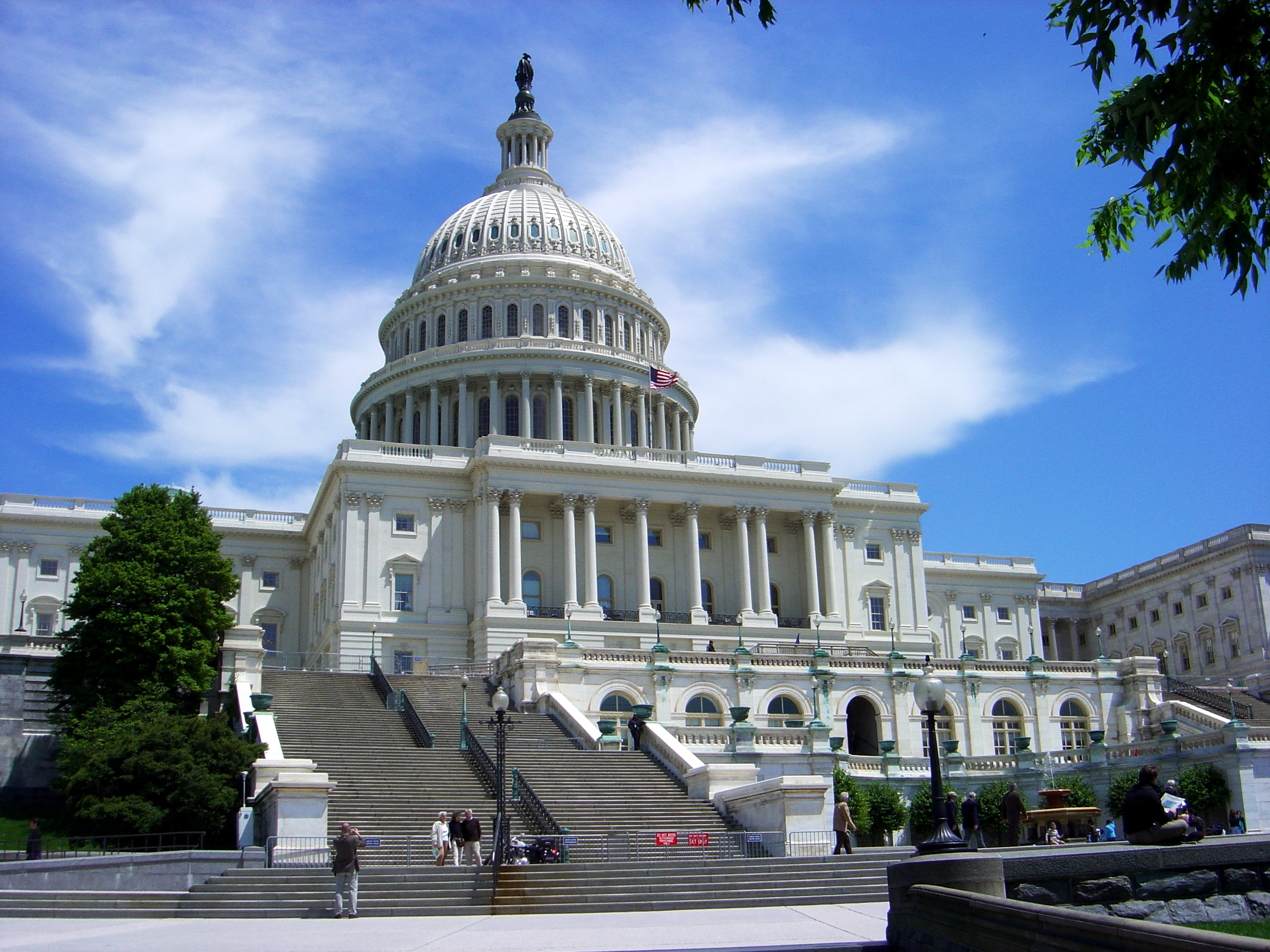
作中の第1話において、テロリストにより爆破されたアメリカ合衆国議会議事堂 (正面・西側)。

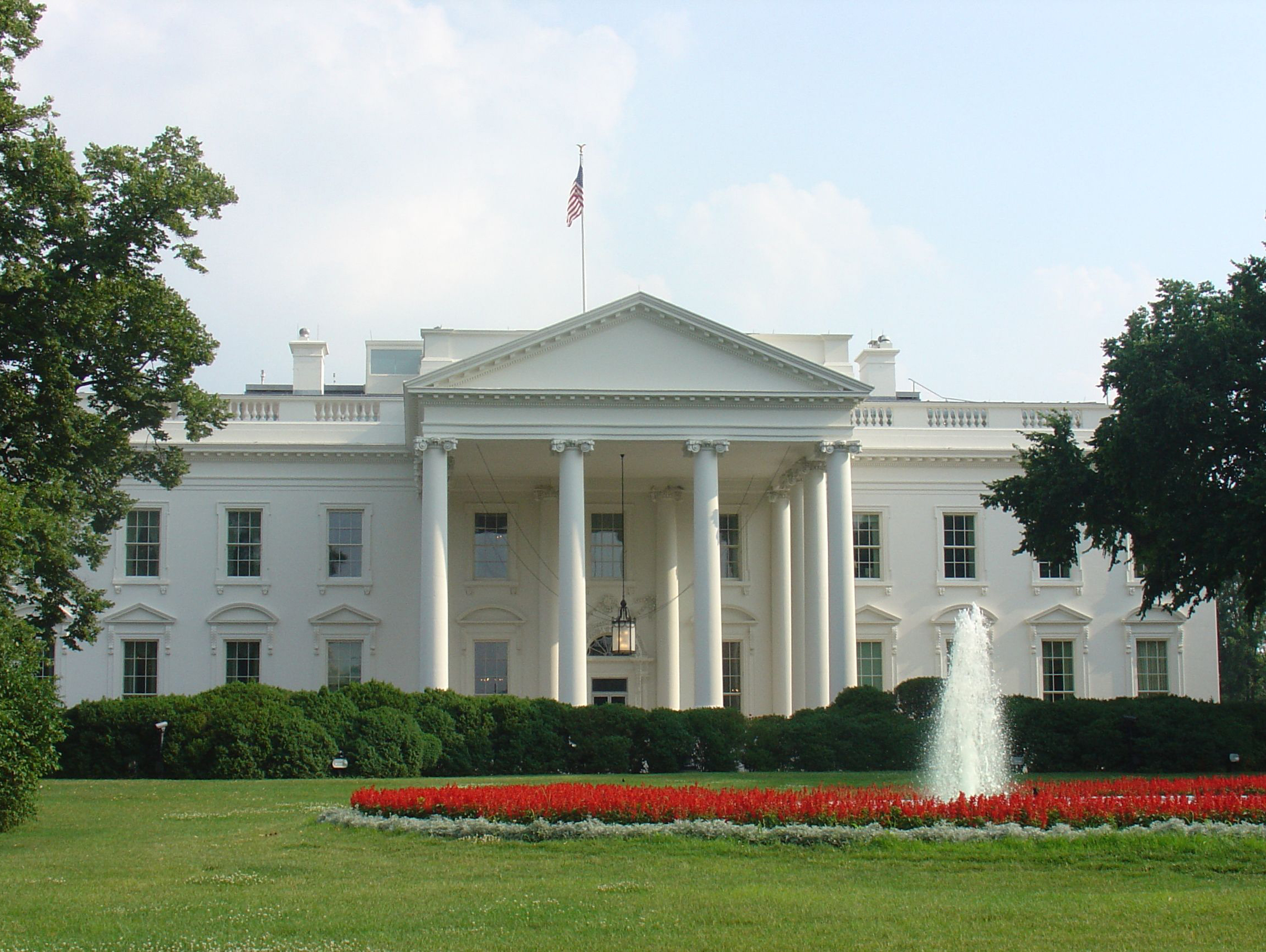
作中において、メインの舞台となっているアメリカ合衆国大統領が居住し、執務を行うホワイトハウス。

当初、主役のトム・カークマンの声優は志村知幸であったが、シーズン1のDVDには小山に差し替えたものが収録された。シーズン2からは配信でも小山がサザーランドの吹替を担当しており、シーズン2の配信に伴いシーズン1の配信も小山版に変更された。なお、スーパー!ドラマTVでは初回から小山の吹替で放送された。

### カークマン家
トム・カークマン
演 - キーファー・サザーランド（日本語吹替：志村知幸 → 小山力也）
アメリカ合衆国の住宅都市開発長官。大統領との折り合いが悪く、一般教書演説の際に指定生存者に選ばれたため、議会議事堂の爆破テロにより大統領後継者が全員死亡したことから、大統領に就任する。最初は慣れない大統領職に戸惑いを見せるものの、しだいに国家のリーダーとしての自覚を強めていく。
弁護士である妻のアレックスと間に、17歳の長男レオと11歳の長女ペニーがいる。大統領職の激務の合間をぬって時間を作り、良き夫・良き父であろうと努めている。
アレックス・カークマン
演 - ナターシャ・マケルホーン（日本語吹替：宮島依里）
カークマン大統領の妻で、移民法を専門にしている弁護士。夫が大統領となったことから、弁護士業は一時休業して「ファーストレディー」となる。聡明さと包容力で、不慣れな大統領職に悪戦苦闘している夫をしっかり支えると同時に、これまでの生活が激変した子供たちのケアも怠らない良き母親でもある。
シーズン2では、アレックスの母親の過去のスキャンダルが問題となるが、それが解決した直後の自動車での移動時に、暴走するトラックに突っ込まれて死亡する。
レオ・カークマン
演 - タナー・ブキャナン（日本語吹替：徳石勝大）
17歳の息子。反抗期まっさかりであったが、母親のアレックスの元恋人で懲役中の男との子供ではないかという噂により、激しく動揺する。その後、DNA鑑定をした結果、99％の確率でトムとアレックスの実子であることが判明し、父親とも絆を深めた。
その後、一回り大きく成長したかに見えたが、恋人が「某国の権力者の娘」で自分が利用されたことにショックを受けたり、母親のアレックスが事件で亡くなったことで、「父親が大統領であったせいである」とカークマンを糾弾する。しかしそれでも大統領である父親を尊敬している。
ペニー・カークマン
演 - マッケナ・グレイス（日本語吹替：熊谷海麗）
11歳の娘。父親との関係も良好。シーズン2で、母親のアレックスが亡くなったことで大きなショックを受ける。それがトラウマとなってか、周囲の友人が傷づいたりすることに対して、やや過敏な反応を見せるようになる。

### カークマン陣営
アーロン・ショア
演 - エイダン・カント（日本語吹替：福田賢二）
元々は、議事堂爆破テロで死亡したリッチモンド大統領の大統領首席補佐官代理。その有能さと経験をカークマンにかわれて、政治的なポリシーの異なる人間として、カークマンの「大統領首席補佐官」に任命される。英語とスペイン語のバイリンガル。
エミリー・ローズ
演 - イタリア・リッチ（日本語吹替：竹内夕己美）
住宅都市開発長官時代のカークマンの首席補佐官。カークマンからは全幅の信頼を寄せられており、カークマンが大統領に就任して以降も、「特別顧問」という肩書きでサポートしている。
セス・ライト
演 - カル・ペン（日本語吹替：山本善寿）
リッチモンド大統領政権のスピーチライター。カークマンが大統領に就任した直後は、彼の能力に懐疑的であったため、うっかり漏らした悪口をカークマン本人に聞かれてしまい、それがキッカケとなってカークマンの演説を執筆することになる。その後、ホワイトハウス報道官に指名される。
ちなみに、セス・ライト役のカル・ペンは、オバマ政権においてホワイトハウス広報部アソシエイト・ディレクターを務めていた。
コーネリアス・モス
演 - ジェフ・ピアソン
元アメリカ合衆国大統領。カークマンにアドバイスを行い、その後は「国務長官」に指名された。
しかしカークマンの信頼を失うスキャンダルや裏切り行為により対立。シーズン後半にかけては、大統領選に立候補しカークマンの対抗馬となる。
マイク・リッター
演 - ラモニカ・ギャレット（日本語吹替：杉村憲司）（シーズン1〜2）
カークマンの警護を担う部隊のリーダー。カークマンが住宅都市開発長官の時から警護を担当しており、大統領に就任後も続けて担当している。
ケンドラ・デインズ
演 - ゾー・マクラーレン（シーズン2）
カークマンに法律的な助言をする大統領法律顧問。優秀で経験豊富な上に、駆け引きも上手な女性弁護士。
リオ・ブーン
演 - パウロ・コスタンゾ（日本語吹替：中野泰佑）（シーズン2）
ホワイトハウスで働いている政務官。有能で切れ者ではあるのだが、かなりの変わり者。他人の神経に触ることでも、気にせず発言して反感を買うことが多い。紅茶キノコが苦手で、自分が飲まないのに買い占めてしまい、他のスタッフが飲めないようにした。
アドミラル・チャーナウ
演 - ミケルティ・ウィリアムソン
総合参謀本部の副議長。カークマンが最も信頼する人物のひとり。
イーサン・ウエスト
演 - マイケル・J・フォックス
カークマン内閣に雇われた弁護士で、前大統領コーネリアス・モスの機密情報漏洩疑惑を調査する特別検察官。
マーズ・ハーパー
演 - アンソニー・エドワーズ（日本語吹替：谷内健）
再選を目指すカークマン大統領の首席補佐官。薬物依存の妻を持ち、仕事との両立で頭を悩ませている。
ロレイン・ジマー
演 - ジュリー・ホワイト（日本語吹替：小宮和枝）
キャンペーンマネージャー。
ウォーターゲート事件に匹敵する不正をエミリー、ドンティに知られ、FBIに拘束される。
ドンティ・エヴァンス
演 - ベン・ワトソン
政権のすべてのインターネット関連を扱うデジタル責任者。
SNS広告や、大統領密着動画など、現代ならではの手法でカークマンの票集めに一役買う。
イザベル・パルド
演 - エレナ・トバル（日本語吹替：川上ひろみ）
アーロンの恋人。マーズに首席補佐官代理を打診される。
類稀なる手腕で相手を説得し、インスリンの価格を下げるよう製薬会社CEOに政府介入権を認めさせた。

### FBI・捜査関係者
ハンナ・ウェルズ
演 - マギー・Q（日本語吹替：松浦裕美子）
タフで有能なFBIエージェント。愛人の上院議員を議事堂爆破テロで失くしたことで、テロ事件の捜査に参加する。現場の状況から犯人はジハード狂信者ではないと確信したことから、真犯人を突き止めようとする。
他国で、他国のエージェントを殺害したことを受けFBIはハンナを懲戒免職とした。
その後、CIAにスカウトされ国家を揺るがすバイオテロを嗅ぎつけ捜査する。
チャック・ルッシンク
演 - ジェイク・エプスタイン（日本語吹替：藤高智大）
ハンナの部下。IT担当で、ハンナの無茶ぶりにも振り回されながらも、彼女は正しいことをしていると信頼してついていっている。アトウッドが冤罪で逮捕された後は、ハンナの唯一の味方として活躍する。
ジェイソン・アトウッド
演 - マリク・ヨバ（日本語吹替：宮本克哉）
FBI副長官。最初はハンナが暴走しないよう見張っていたが、ハンナの捜査が次第に真実味を帯びてくると、深く捜査に関わるようになる。
そのことで犯人グループから脅迫を受ける。
息子を人質に、議事堂爆破の罪をかぶるよう脅され、キャリアを捨てて家族のために冤罪を受け入れる。
しかし、ウェルズ捜査官から息子が帰宅していないことを告げられる。
ジョン・フォアステル
演 - リード・ダイアモンド
FBI内部調査官。捜査官たちの捜査が行き過ぎないよう見張っており、ことある毎に口出ししてくる。
地下鉄の事件を受け、対応中に自身の部下が居る建物内に爆発物があると報告を受け、自ら部下に警告しにいくが、部下数名と共に殉職。
ダミアン・レネット
演 - ベン・ローソン（シーズン2）
イギリスの捜査官。爆発テロの捜査をしているハンナに協力する。

### 政治家とその関係者
キンブル・フックストラテン
演 - ヴァージニア・マドセン
共和党の女性議員であり、もうひとりの「指定生存者」。カークマンとは異なる主義主張を持っているが、混乱する政局を支えるべく協力する場面が少なくない。シーズン1の終盤では、カークマンの指名によって空席の副大統領になることを検討していたが、他の政治家たちからの反発を受けて、結果的に取りやめて政治家から足を洗うことになる。
ピーター・マクリーシュ
演 - アシュリー・ズーカーマン
議事堂爆破テロの唯一の生存者。戦争の英雄としても有名だが、過去に戦争犯罪を犯している。のちにカークマン政権の副大統領になるが、爆破テロで自分だけは助かるように隠し部屋を改造してシェルターにしていた事が発覚し、テロ事件にも関わっていたことが判明する。その後、FBIに拘束されかかった所を妻に殺害される。
ベス・マクリーシュ
演 - ララ・ジーン・コロステッキ
ピーター・マクリーシュの妻。夫がテロに加担していた事がFBIにバレたことが分かったことから、夫を拳銃で殺害し、その後自分も拳銃自殺してしまう。
ジャック・ボウマン
演 - マーク・デックリン
共和党の上院議員。
ダイアン・ハンター
演 - キアラン・ジョヴァンニ
民主党の上院議員。
ジェームズ・ロイス
演 - マイケル・ガストン
ミシガン州知事。カークマン政権に公然と反対し、自身の最高権威を確立しようとする。
エレノア・ダービー
演 - アーンジャニュー・エリス
ワシントンD.C.の市長。
ジェイ・ウィテカー
演 - リチャード・ウォー
国土安全保障補佐官。
ジュリア・ロンバウアー
演 -
憲法学の教授で、最高裁判所の判事の選出の取りまとめを任されている。ボウマンが納得しそうな9人目の判事候補を探すことになる。ジュリア自身は若年性認知症を発症していた。ジュリアは「憲法には最高裁判事の人数は規定されていない」として、8人の判事で最高裁判所を再開させる。

### 準キャスト
ハリス・コクラン
演 - ケヴィン・マクナリー（日本語吹替：辻親八）
米軍の大将。テロに対する報復攻撃を主張する過激な人物。
カークマンの意思を無視し、独断で軍に攻撃命令を出したとして、任を解かれた。
チャールズ・ラングドン
演 - ピーター・アウターブリッジ
リッチモンド政権時の首席補佐官。ウェルズ捜査官に陰謀についての情報を提供する爆破テロの生存者。
ネストル・ロサーノ
演 - ジョージ・チョートフ
元CIAのエージェント。
ブルック・マシソン
演 - マリアナ・クラヴェーノ
爆破テロの背後にいる人物と繋がっている秘密のオペレーター。
エイブ・レナード
演 - ロブ・モロー
カークマン政権の秘密を明らかにしようとするジャーナリスト。
パトリック・ロイド
演 - テリー・セルピコ
消滅した民間軍事会社のCEOで議事堂爆破の黒幕。
トレイ・カークマン
演 - ブレッキン・メイヤー
何年も疎遠になっていたトムの弟。金融の専門家で、トムとは正反対の性格をしている。
過去を精算し、トムと仲直りしホワイトハウスに暮らすことになる。
アンドレア・フロスト
演 - キム・レイヴァー（日本語吹替：田中敦子）
アパッチ・エアロスペース社を起業した天才エンジニア。
カークマンと親しい仲になるが、遠方へ旅立つことになる。
ヴァレリア・ポリスコヴァ
演 - ノラ・ゼヘットナー
ロシアのスパイ。イギリスでダミアンの娘の殺害を画策する。
逮捕されても外交特権があるため逃げられると思ったウェルズ捜査官に、無抵抗だったが殺害される。
リン・ハーパー
演 - ローレン・ホリー
大統領の首席補佐官である夫のマーズ・ハーパーの妻。薬物依存。
イーライ・メイズ
演 - チャック・イウジ
遺伝子操作の研究者。ウェルズと共に、バイオテロリストを追跡する。
サーシャ・ブッカー
演 - ジェイミー・クレイトン
トム・カークマンの義妹で、女性への性転換をした元男性。
性的マイノリティの代表は望まない姿勢だったが、コミュニティに参加し、声を聞いたことで気が変わる。女優のジェイミー・クレイトンが演じているが、日本語翻訳では男性が声を演じている。

## エピソード一覧

### シーズン一覧
| シーズン | シーズン | エピソード | 米国での放送日 | 米国での放送日 | 放送局  |
| シーズン | シーズン | エピソード | 初回           | 最終回         | 放送局  |
| -------- | -------- | ---------- | -------------- | -------------- | ------- |
|          | 1        | 21         | 2016年9月21日  | 2017年5月17日  | ABC     |
|          | 2        | 22         | 2017年9月27日  | 2018年5月16日  | ABC     |
|          | 3        | 10         | 2019年6月7日   | 2019年6月7日   | Netflix |

### シーズン1 （2016年 - 2017年）
| 通算 | 話数 | タイトル           | 原題                     | 監督                       | 米国放送日     | 視聴者数 (万人) |
| ---- | ---- | ------------------ | ------------------------ | -------------------------- | -------------- | --------------- |
| 1    | 1    | 指定生存者         | Pilot                    | ポール・マクギガン         | 2016年9月21日  | 1,004           |
| 2    | 2    | 就任初日の騒乱     | The First Day            | Brad Turner                | 2016年9月28日  | 797             |
| 3    | 3    | 誠実さの先に       | The Confession           | セルジオ・ミミカ＝ゲッザン | 2016年10月5日  | 705             |
| 4    | 4    | 四方の敵           | The Enemy                | ポール・エドワーズ         | 2016年10月12日 | 700             |
| 5    | 5    | 命懸けの任務       | The Mission              | ポール・エドワーズ         | 2016年10月26日 | 596             |
| 6    | 6    | 2つの尋問          | The Interrogation        | マイケル・ケイトルマン     | 2016年11月9日  | 556             |
| 7    | 7    | 内通者の影         | The Traitor              | フレデリック・E・O・トーイ | 2016年11月16日 | 552             |
| 8    | 8    | 信念が生み出すもの | The Results              | Chris Grismer              | 2016年11月30日 | 545             |
| 9    | 9    | シミュレーション   | The Blueprint            | Richard J. Lewis           | 2016年12月7日  | 518             |
| 10   | 10   | 深まる疑念         | The Oath                 | フレデリック・E・O・トーイ | 2016年12月14日 | 618             |
| 11   | 11   | 戦う者たち         | Warriors                 | Stephen Surjik             | 2017年3月8日   | 586             |
| 12   | 12   | ひとつの幕引き     | The End of the Beginning | Mike Listo                 | 2017年3月15日  | 574             |
| 13   | 13   | 向かい火           | Backfire                 | Tara Nicole Weyr           | 2017年3月22日  | 521             |
| 14   | 14   | 最高司令官         | Commander-in-Chief       | フレデリック・E・O・トーイ | 2017年3月29日  | 515             |
| 15   | 15   | 100日構想          | One Hundred Days         | Kenneth Fink               | 2017年4月5日   | 519             |
| 16   | 16   | 党派の壁           | Party Lines              | Mike Listo                 | 2017年4月12日  | 482             |
| 17   | 17   | 9人目の候補者      | The Ninth Seat           | フレデリック・E・O・トーイ | 2017年4月19日  | 506             |
| 18   | 18   | 蘇りし男           | Lazarus                  | Chris Grismer              | 2017年4月26日  | 511             |
| 19   | 19   | 別の立場で         | Misalliance              | Norberto Barba             | 2017年5月3日   | 462             |
| 20   | 20   | 爆弾記事           | Bombshell                | Sharat Raju                | 2017年5月10日  | 492             |
| 21   | 21   | 衝撃に備えて       | Brace for Impact         | フレデリック・E・O・トーイ | 2017年5月17日  | 507             |

### シーズン2 （2017年 - 2018年）
| 通算 | 話数 | タイトル           | 原題               | 監督                       | 米国放送日       | 視聴者数 (万人) |
| ---- | ---- | ------------------ | ------------------ | -------------------------- | ---------------- | --------------- |
| 22   | 1    | 就任1周年          | One Year In        | Chris Grismer              | 2017年9月27日    | 550             |
| 23   | 2    | 最後の一刺し       | Sting of the Tail  | フレデリック・E・O・トーイ | 2017年10月4日    | 480             |
| 24   | 3    | 感染症の勃発       | Outbreak           | Chris Grismer              | 2017年10月11日   | 461             |
| 25   | 4    | 均衡の崩れ         | Equilibrium        | Joe Lazarov                | 2017年10月18日   | 434             |
| 26   | 5    | 寄生虫             | Suckers            | Fred Gerber                | 2017年10月25日   | 394             |
| 27   | 6    | 2隻の船            | Two Ships          | Leslie Libman              | 2017年11月1日    | 392             |
| 28   | 7    | 家族の絆           | Family Ties        | Milan Cheylov              | 2017年11月15日   | 405             |
| 29   | 8    | 帰る場所           | Home               | Ian Toynton                | 2017年11月29日   | 403             |
| 30   | 9    | 3通の手紙          | Three-Letter Day   | ヤノット・シュワルツ       | 2017年12月6日    | 391             |
| 31   | 10   | 集中砲火           | Line of Fire       | Chris Grismer              | 2017年12月13日   | 439             |
| 32   | 11   | 深い悲しみ         | Grief              | Timothy Busfield           | 2018年2月28日    | 372             |
| 33   | 12   | 最後のフロンティア | The Final Frontier | Sharat Raju                | 2018年3月7日     | 360             |
| 34   | 13   | 過去の過ち         | Original Sin       | Bosede Williams            | 2018年3月14日    | 369             |
| 35   | 14   | 暗闇の中で         | In the Dark        | Carol Banker               | 2018年3月21日    | 398             |
| 36   | 15   | 首脳会談           | Summit             | Chris Grismer              | 2018年3月28日    | 380             |
| 37   | 16   | 核の脅威           | Fallout            | Joe Lazarov                | 2018年4月4日     | 384             |
| 38   | 17   | 過剰報復           | Overkill           | Jeff T. Thomas             | 2018年4月11日    | 329             |
| 39   | 18   | 闘士カークマン     | Kirkman Agonistes  | Leslie Libman              | 2018年4月18日    | 351             |
| 40   | 19   | 職務遂行能力       | Capacity           | David Warry-Smith          | 2018年4月25日    | 336             |
| 41   | 20   | 宴の悲劇           | Bad Reception      | Chris Grismer              | 2018年5月2日     | 347             |
| 42   | 21   | 標的               | Target             | Timothy Busfield           | 2018年5月9日 \|  |                 |
| 43   | 22   | 挑戦状             | Run                | Chris Grismer              | 2018年5月16日 \| |                 |

### シーズン3  （2019年）
シーズン3は、2019年6月7日にNetflixから一斉配信された。
| 通算 | 話数 | タイトル               | 原題                  | 監督             | 脚本家                                         | 米国放送日   |
| ---- | ---- | ---------------------- | --------------------- | ---------------- | ---------------------------------------------- | ------------ |
| 44   | 1    | 制度破綻               | The System is Broken  | Chris Grismer    | Adam Stein                                     | 2019年6月7日 |
| 45   | 2    | 予測不能な事態         | Slippery Slope        | Peter Leto       | Dawn DeNoon                                    | 2019年6月7日 |
| 46   | 3    | プライバシーはどこへ   | Privacy Please        | Timothy Busfield | Peter Noah                                     | 2019年6月7日 |
| 47   | 4    | 歴史的偉業             | Make History          | Chris Grismer    | Ricardo Pérez González                         | 2019年6月7日 |
| 48   | 5    | 公私の境               | Nothing personal      | Peter Leto       | Kendra Chanae Chapman                          | 2019年6月7日 |
| 49   | 6    | 医療と移民             | Who Cares             | Chris Grismer    | Drew Westcott                                  | 2019年6月7日 |
| 50   | 7    | アイデンティティ／危機 | Identity Crisis       | Sudz Sutherland  | Adam Stein                                     | 2019年6月7日 |
| 51   | 8    | 耐え難い恐怖           | Scaredsh*tless        | Sudz Sutherland  | Kendra Chanae Chapman & Ricardo Pérez González | 2019年6月7日 |
| 52   | 9    | 優柔不断               | Undecided             | Peter Leto       | Dawn DeNoon                                    | 2019年6月7日 |
| 53   | 10   | 良心の呵責（かしゃく） | Truth or Consequences | Chris Grismer    | Peter Noah                                     | 2019年6月7日 |

## リメイク作品
韓国で全16話の連続ドラマにリメイクされ、主人公である韓国大統領代行パク・ムジン役をチ・ジニが演じ、『60일, 지정생존자』（直訳：60日、指定生存者）と題して2019年にtvNで放送された。このリメイク作をNetflixでは日本語を含む20言語以上から選択出来る字幕を付け、各国に配信した。邦題は『サバイバー: 60日間の大統領』。